# Jean Dufresne
Jean Dufresne (né le 14 février 1829 à Berlin où il est mort le 15 avril 1893) était un joueur d'échecs prussien élève d'Adolf Anderssen.
Il est notamment connu pour la partie l'ayant opposé à celui-ci : La Toujours Jeune.

## Esquisse biographique
Jean Dufresne était le fils d'un marchand juif berlinois, Jacob-Ephraïm Dufresne. Il fréquenta jusqu'en 1847 le lycée berlinois du monastère franciscain puis entreprit des études de droit et de sciences politiques, d'abord à Berlin puis à Breslau. Son père ne pouvant rembourser ses créanciers, le jeune Dufresne dut interrompre ses études en 1852 et se lança dans le Journalisme.
Il fut rédacteur en chef de plusieurs journaux : der Publizist, Deutsche Zeit, Deutsche Reform et finalement (jusqu'en 1875) die Post, que ses absences de plus en plus fréquentes forcèrent à quitter : il passait désormais l'essentiel de son temps à jouer aux échecs.
Il ne termina jamais le grand essai sur les mathématiques du jeu d'échecs qu'il se promettait d'écrire. Atteint de surdité, il fut emporté en 1893 par une thrombose.

## Partenaire de jeu d'Anderssen
Dufresne se considérait comme un disciple d'Adolf Anderssen : « Je peux me considérer comme l'un des premiers disciples d'Anderssen, puisque j'étais déjà son principal partenaire avant son départ pour le tournoi international de Londres, et que je jouais tous les mois avec lui » . Les deux hommes continuèrent à disputer des parties ensemble bien des années encore, la plus connue étant « La Toujours Jeune ». Quoique Dufresne ait perdu cette partie, ce fut tout de même lui qui permit à Anderssen d'y montrer tout son génie. Des six parties qu'il disputa à Berlin contre Anderssen au cours de la semaine de Pâques 1868, Dufresne en gagna trois et en annula une.

## Membre de la Société d'échecs de Berlin
Jean Dufresne fréquente la Société des échecs de Berlin où il se mesure aux plus grands joueurs allemands. Il remporte le premier tournoi de l'histoire de la Société, en 1853.

## Auteur de manuels
Dufresne reste surtout connu comme un auteur de manuel d'échecs longtemps apprécié des amateurs, en particulier pour son Theoretisch-praktisches Handbuch des Schachspiels, publié chez Springer en 1863. C'était la première version d'un traité encore célèbre aujourd'hui, le Kleines Lehrbuch des Schachspiels (1881), qui en 1892 en était déjà à sa 6e édition. Ce manuel fut augmenté de nouvelles parties et positions après la mort de Dufresne par le journaliste d'échecs Jacques Mieses pour le compte des éditions Reclam, sous le titre Lehrbuch des Schachspiels. Depuis 1945, les éditions Rudolf Teschner l'ont remis à leur catalogue, et il demeure un classique des échecs en Allemagne : la 31e édition est paru en 2004  (ISBN 3-15-021407-6).
Ce manuel, outre les règles de jeu et une notice historique contenant les noms des joueurs célèbres, la liste des grands tournois et des championnats, donne un répertoire d'ouvertures, des parties de maîtres commentées et un aperçu sur le problème des finales : ce plan sera repris par la suite par beaucoup d'auteurs (Sigisbert Tarrasch et Xavier Tartakover pour n'en citer que deux).

## Auteur de romans
Jean Dufresne a aussi publié trois romans sous le pseudonyme transparent E.S.Freund, qui semblent ne pas avoir connu autant de succès que ses manuels. L'identité de Jean Dufresne avec le romancier E.S.Freund a été démontrée par Egbert Meissenburg dans le numéro de décembre 1980 du magazine d'échecs allemand Rochade Europa (de).

## Sa tombe redécouverte
C'est grâce au travail de prospection infatigable de l'Association Emanuel Lasker, emmenée par René Schilling, qu'en 2002, la tombe du célèbre pédagogue échiquéen a été retrouvée et formellement identifiée au Cimetière juif de Weiszensee. Un long travail d'archive dans les fichiers du cimetière ont permis de retrouver le numéro de la parcelle et de retrouver la plaque sur laquelle on pouvait encore à peine déchiffrer la mention ...chmeister.